# Фронтир (округ)
Округ Фро́нтир (англ. Frontier County) — округ, расположенный в штате Небраска (США) с населением в 2756 человек по статистическим данным переписи 2010 года. Окружной центр находится в деревне Стоквилл.

## История
Округ Фронтир был образован в 1872 году и получил своё официальное название, находясь в конце XIX века на границе зоны освоения земель Фронтир.

## География
По данным Бюро переписи населения США округ Фронтир имеет общую площадь в 2538 квадратных километров, из которых 2525 кв. километров занимает земля и 13 кв. километров — вода. Площадь водных ресурсов округа составляет 0,56 % от всей его площади.

### Соседние округа
- Линкольн (Небраска) — север
- Досон (Небраска) — северо-восток
- Госпер (Небраска) — восток
- Фернас (Небраска) — юго-восток
- Ред-Уиллоу (Небраска) — юг
- Хитчкок (Небраска) — юго-запад
- Хейс (Небраска) — запад

## Демография
По данным переписи населения 2000 года в округе Фронтир проживало 2756 человек, 828 семей, насчитывалось 1192 домашних хозяйств и 1543 жилых домf. Средняя плотность населения составляла около одного человека на один квадратный километр. Расовый состав округа по данным переписи распределился следующим образом: 98,29 % белых, 0,10 % чёрных или афроамериканцев, 0,26 % коренных американцев, 0,26 % азиатов, 0,71 % смешанных рас, 0,39 % — других народностей. Испано- и латиноамериканцы составили 0,97 % от всех жителей округа.
Из 1192 домашних хозяйств в 31,40 % — воспитывали детей в возрасте до 18 лет, 62,50 % представляли собой совместно проживающие супружеские пары, в 4,80 % семей женщины проживали без мужей, 30,50 % не имели семей. 26,30 % от общего числа семей на момент переписи жили самостоятельно, при этом 12,30 % составили одинокие пожилые люди в возрасте 65 лет и старше. Средний размер домашнего хозяйства составил 2,48 человек, а средний размер семьи — 3,02 человек.
Население округа по возрастному диапазону по данным переписи 2000 года распределилось следующим образом: 26,00 % — жители младше 18 лет, 11,30 % — между 18 и 24 годами, 22,80 % — от 25 до 44 лет, 23,00 % — от 45 до 64 лет и 16,90 % — в возрасте 65 лет и старше. Средний возраст жителей округа составил 38 лет. На каждые 100 женщин в округе приходилось 100,50 мужчин, при этом на каждых сто женщин 18 лет и старше приходилось 98,50 мужчин также старше 18 лет.
Средний доход на одно домашнее хозяйство в округе составил 33 038 долларов США, а средний доход на одну семью в округе — 38 664 доллара. При этом мужчины имели средний доход в 25 792 доллара США в год против 16 941 доллара США среднегодового дохода у женщин. Доход на душу населения в округе составил 16 648 долларов США в год. 9,30 % от всего числа семей в округе и 12,20 % от всей численности населения находилось на момент переписи населения за чертой бедности, при этом 9,90 % из них были моложе 18 лет и 8,30 % — в возрасте 65 лет и старше.

## Основные автодороги
- US 83
- Автомагистраль 18
- Автомагистраль 21
- Автомагистраль 23

## Населённые пункты

### Города и деревни
- Кертис
- Юстис
- Мейвуд
- Мурфилд
- Стоквилл